# Paul Gustaf Krause
Paul Gustaf Ludwig Wilhelm Krause (* 7. Oktober 1867 in Neustadt (Dosse); † 25. Oktober 1945 in Eberswalde) war ein deutscher Geologe und Paläontologe.

## Leben
Krause machte in Eberswalde sein Abitur und studierte in Berlin. Danach war er Assistent in Marburg und ging als Kustos an das Geologisch-Paläontologische Institut der Universität Leiden, wo er insbesondere über die Geologie Indonesiens arbeitete.
1902 bis 1933 war er bei der Preußischen Geologischen Landesanstalt, wo er Abteilungsleiter und Landesgeologe wurde. Paul Gustaf Krause gehörte im August 1912 zu den 34 Gründungsmitgliedern der Paläontologischen Gesellschaft und wurde ab 6. September 1912 erster Schatzmeister der Gesellschaft.  1942 wurde er Ehrenmitglied der Paläontologischen Gesellschaft. Im Jahr  1916 wurde er zum Mitglied der Leopoldina gewählt.
Er starb 1945 an Herzversagen nach einer Routineoperation.

## Schriften
- Die Decapoden des norddeutschen Jura. In: Zeitschrift der Deutschen Geologischen Gesellschaft, Band 43, 1891, S. 171–225 Digitalisat
- Das Pliozän Ostpreußens und seine Beziehungen zum nordwestdeutschen und westdeutschen Pliozän, Abh. Preuß. Geolog. Landesanstalt, Heft 144, 1933
- Die Fauna der Kreide von Temojoh in West-Borneo, Leiden 1902